# 皇家装甲兵团
皇家装甲兵团是英国陆军的一个组成部分，与皇家骑兵一样都是装甲部队，主要配备挑战者2坦克和弯刀侦察车等车辆。该兵团包括了英国陆军大部分的装甲部队，包括皇家坦克团和由旧骑兵团改建的装甲部队。今天，该兵团由十二个独立的装甲团组成。

## 历史
皇家装甲兵团成立于1939年4月4日，由皇家坦克军（更名为皇家坦克团）和骑兵团的机械化部队合并组成。随着第二次世界大战的进行，其他骑兵部队也在加紧机械化，更多的部队被编入该兵团。在1944年，皇家装甲兵团吸收了侦察兵团。 

## 今天

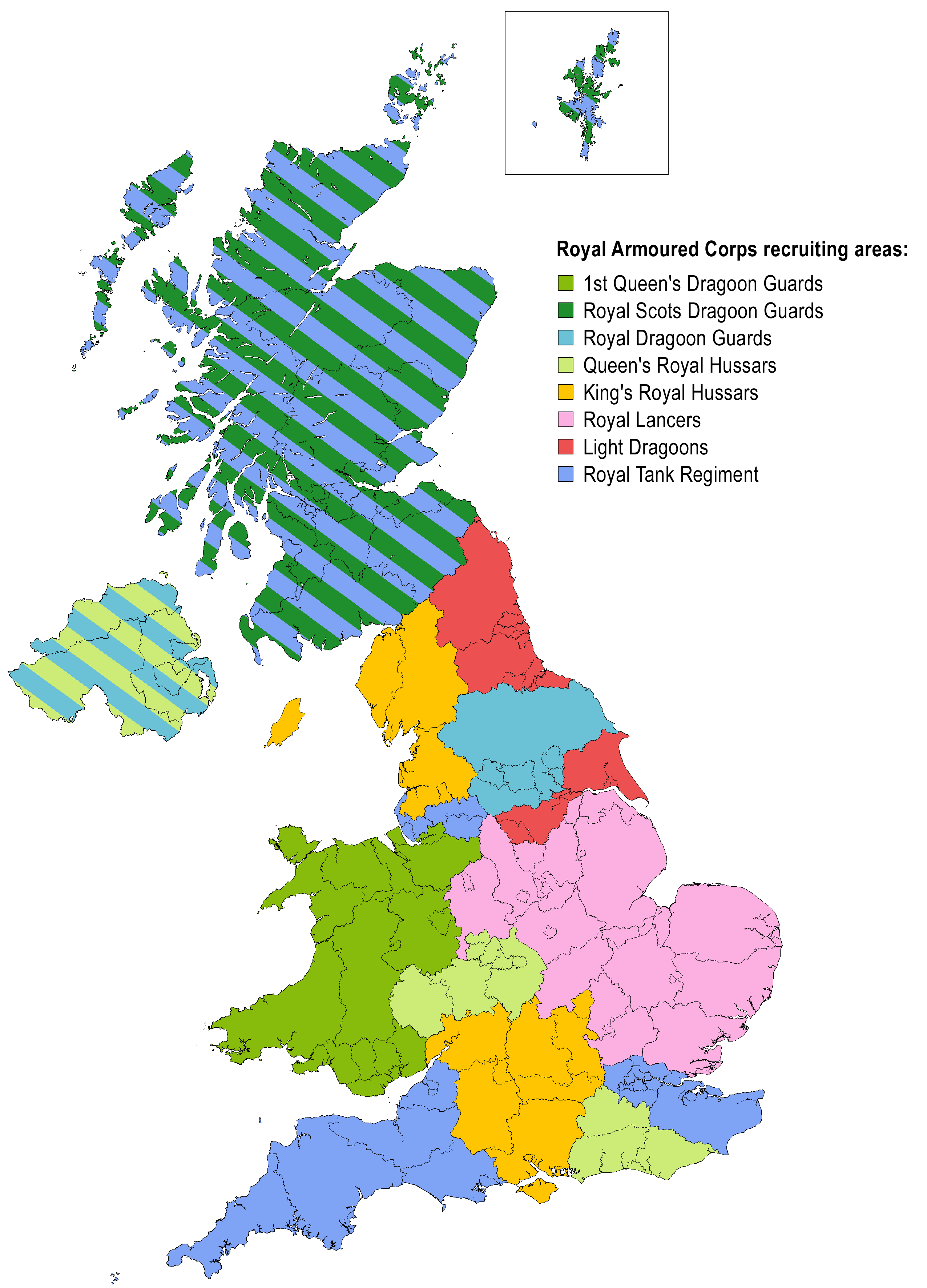
军团征兵区

### 装甲团
皇家装甲兵团分为主战坦克（Armor）团，侦察车（Armored Cavalry）团和武器装载车（Light Cavalry）团。其中，有三个团被指定为龙骑兵卫队，两个为轻骑兵，一个为枪骑兵，一个为龙骑兵，剩下的则为皇家坦克团。在正规军中，有3个装甲团、3个装甲骑兵团和3个轻骑兵团。
作为一个军团，该兵团由几个独立的团组成，但军团有几个直属的单位，包括：
- 训练和人员[5]
  - AFV培训组
  - 皇家装甲兵团指挥部
  - 博文顿营地装甲中心
  - 皇家装甲军团乐队（皇家陆军音乐军团的一部分）
  - 皇家装甲军团训练团，艾伦比军营，博文顿营地
- 军团
  - 第1女王龙骑兵卫队(QDG)
  - 苏格兰皇家龙骑兵卫队（Carabiniers 和 Greys） （SCOTS DG）
  - 皇家龙骑兵卫队(RDG)
  - 女王的皇家骠骑兵（女王的皇家爱尔兰骑兵） （QRH）
  - 皇家枪骑兵 （RL）
  - 国王的皇家骠骑兵 (KRH)
  - 轻骑兵(LD)
  - 皇家坦克团2 (RTR)

## 重组

### 在不断变化的世界中提供保护 (2004年)
2004年宣布的陆军重组导致皇家装甲兵团的编制发生重大变化。2003年开始的重组把该兵团的三个装甲团从德国转移到英国，其中一个重新成为FR团。此外，三个挑战者2坦克中队将转换为临时中型装甲中队，而每个FR团将额外得到一个指挥和支援中队。 

### 战略防御与安全审查/陆军2020计划
2012年，在2010年战略防御和安全审查计划施行后，关于未来英国陆军改革的计划以“陆军2020”为题宣布。这些提议旨在将军队的规模减少到82,000人左右。在计划中，皇家装甲兵团总共缩减了两个团。其下属第9/12皇家枪骑兵团与女王的皇家枪骑兵团合并形成一个单独的枪骑兵团，皇家枪骑兵团和第1和第2皇家坦克团联合组建一个新的皇家坦克团。